# Lee Eun-Byul
Lee Eun-Byul (n. 2 octombrie 1991, Bupyeong-dong⁠(d), Incheon, Coreea de Sud) este o sportivă ce a reprezentat Coreea de Sud, medaliată olimpică. A participat la o ediție a Jocurilor Olimpice (2010) în care a câștigat o medalie de argint.

## Participări
Lista de mai jos prezintă principalele competiții la care a participat Lee Eun-Byul de-a lungul carierei.
- short track speed skating at the 2010 Winter Olympics – women's 1500 metres[*]